# 이 멋진 세계에 축복을!의 등장인물 목록
다음은 《이 멋진 세계에 축복을!》의 등장인물 목록이다. 

## 카즈마 파티
- 사토 카즈마(일본어: 佐藤和真)

성우 - 오오사카 료타 (드라마 CD) / 후쿠시마 준 (애니메이션) / 최승훈
생일 - 6월 7일
게임에만 집착하는 열일곱 살 은둔형 외톨이 고교생으로, 소꿉친구인 여학생이 다른 남학생과 사귀는 것에 충격을 받아 게임에만 몰두를 하기 시작했으며 학교는 매일 다니지 않는다. 어느 날 카즈마가 게임을 사기 위해 집에 나섰다가 소녀를 구하려고 트랙터에 뛰어들었으나, 카즈마는 자신이 트럭에 뛰어들었다가 치인 줄 알고 결국 쇼크사로 죽게 된다. 그리고 사후세계로 넘어온 카즈마는 여신 아쿠아를 만났고, 아쿠아는 카즈마에게 이세계에 보내주겠다고 제안을 한다. 또, 전생 특전을 들이밀며 권유하지만 아쿠아의 태도 때문에 카즈마는, 아쿠아를 선택해버리면서 이세계로 이동하게 된다. 카즈마는 운과 지능만 유별나게 좋은 평범한 모험가가 되었으며 기초 능력과 주문들을 배울 수 있다. 카즈마 파티의 지도자로 불린다.
- 아쿠아(일본어: アクア, 라틴어: aqua)

성우 - 후쿠하라 카오리 (드라마 CD) / 아마미야 소라 (애니메이션) / 김율
생일 - 8월 1일
물의 여신으로 이 작품에 나오는 가공의 종교인 아쿠시즈교의 교주이며 활기차고 부주의한 성격이다. 처음에는 죽은 사람들을 다른 세계로 안내해주는 업무를 담당하고 있었다. 어느 날 카즈마가 죽고 사후세계에 오자 카즈마에게 다른 세계로 보낼려고 재촉을 했고 특전을 고르라고 하자, 아쿠아의 태도가 이렇다보니 자신을 골라버리게 된다. 다른 세계에 온 후 운과 지능을 제외한 모든 스테이터스가 높아 머리가 나쁜 편이다. 아크 프리스트지만 악마와 언데드에 강하다. 또 죽은 사람들을 소생시킬 수 있으며 카즈마 파티에서는 서포터를 맡고 있다. 모든 프리스트 계열의 스킬을 사용할 수 있으며 동시에 그 능력이 대단하기도 하다.
- 메구밍(일본어: めぐみん)

성우 - 우치다 마아야 (드라마 CD) / 타카하시 리에 (애니메이션) / 김예림
생일 - 12월 4일
나이는 열네 살로, 홍마족의 아크 위저드로 카즈마 파티 중에서는 지능이 높아 머리가 매우 좋은 편이다. 폭렬 마법의 소유자로 흑발에 적안을 가지고 있으며 동시에 중2병 타입이다. 미적인 이유로 안대를 착용하는데 폭렬 마법을 한 번 사용하면 마력이 사라지고 움직이지 못한다. 카즈마 파티에서는 공격을 담당하며 히로인이라는 이유로 주인공인 카즈마와 커플로 엮이는 편이 많다.
- 더스티네스 포드 라라티나(영어: Dastines Ford Laratina; 일본어: ダスティネス・フォード・ララティーナ)

성우 - 이노우에 마리나 (드라마 CD) / 카야노 아이 (애니메이션) / 김채하
생일 - 4월 6일
작품 안에서는 보통 다크니스(일본어: ダクネス, 영어: Darkness)라 불린다. 나이는 열여덟 살로, 겉으로는 미소녀지만 공격이 맞지 않고 맞는 것에 쾌락을 느끼는 크루세이더이다. 강한 공격력과 수비를 가졌으나 공격을 전달할 수 있는 정확성이 부족하다. 다만 친구들의 문제가 생긴다면 진지해진다.

## 마왕군
이 만화에서의 마왕은 인간들을 파괴하기를 열망하는 주요 적수로 나오며 전설에 따르면 그는 재능은 있지만, 이전의 마왕을 물리친 고립된 청년으로 묘사된다. 아쿠아와 카즈마의 최종 목표라 할 수 있는 사실상 최종 보스로 8명의 간부가 결계를 하기 때문에 해제를 하기 위해서는 모든 간부를 죽여야 하는 것이다. 다만 아쿠아의 능력이라면 한 두 명 정도의 간부가 남아있어도 결계를 해제할 수 있다.
- 위즈(영어: Wiz; 일본어: ウィズ)

성우 - 하야미 사오리 / 호리에 유이 / 김보나
마왕군의 간부이며 리치이다. 위즈는 사실 얼음마녀라 불리는 굉장한 모험가였으나 리치가 된 이후로 어정쩡한 느낌이 없지 않아있다. 위즈는 사실 결계를 유지해달라고 부탁만 받았을 뿐, 실제로 사람에게 해를 끼치지는 않는다. 카즈마 일행은 이를 고려하여 아쿠아를 빼고 위즈를 남겨두기로 결정한다. 아쿠아는 지금도 위즈를 없애려고 하며 위즈네 마도구점에 과자를 얻어 먹으러 매일 찾아간다.
- 베르디아 (일본어: ベルディア)

성우 - 야스모토 히로키 (애니메이션)
마왕군의 간부로 흑색 갑옷과 대검을 든 듀라한이다. 한 때는 기사였으나 부당한 이유로 처형된 후 원한으로 인해 듀라한으로 부활했다. 흑색 갑옷은 마왕에게 특별한 가호를 받은 것으로 그 자신도 언데드이기에 신성 마법에 대한 강한 저항을 지녔다. 자신의 머리를 위즈의 스커트 밑으로 굴리기도 한다.
- 바닐 (일본어: バニル)

성우 - 니시다 마사카즈 (애니메이션) / 박요한
마왕군의 간부로 악마 종족이다. 흑백 콘트라스트의 반가면을 쓰고 있으며 자신이 쓰는 반가면이 본체이다. 어떤 사람에 대한 모든 것을 읽을 수 있는 능력을 가지고 있지만, 자기만큼 힘이 센 사람에 대한 것은 아무것도 읽을 수 없으며 그들은 판독치가 흐려지고 불완전하기 때문이다. 퇴치당한 이후 마왕군에서 이탈하여 자신의 잔기를 이용해 바닐 II로 부활했고, 위즈가 운영하는 마법 상점의 경영권을 넘겨받은 적이 있으며 위즈도 자신과 비슷한 고용 용병이다.
자신이 마왕군 간부였던 시절에는 위즈가 자신과 비슷한 처지의 간부가 있으며 돈을 잘 버는 악마라고 언급되었고 액셀 마을 근처에 위치한 초보자 던전인 키르의 던전에 자리를 잡아 자신과 닮은 자폭 인형을 만들고 있었는데, 이는 던전의 주인이 사라진 곳이라는 것을 알자 이를 자신의 던전으로 삼기 위해 내부 청소를 위한 추적형 자폭 인형을 만들고 있었지만, 너무 많이 만들어버리면서 던전에 생명체가 존재하지 않아 던전 밖까지 인형이 나가버린 것이었다. 이후 카즈마와 다크니스를 만난 바닐은 자신의 가면으로 다크니스를 조종하려 하자 실랑이를 벌이다 봉인의 부적을 붙이면서 자신은 물론 다크니스도 바닐의 가면을 만질 수 없게 된다. 하지만 후에 다크니스의 육체를 지배하는 데 성공한다. 하지만 다크니스가 바닐의 가면을 떼려고 하지만 떼지지 않자 메구밍에게 폭렬 마법을 써달라고 부탁했다. 그러나 기겁해서 거절하자 다크니스는 바닐에게 아쿠아에게 정화되거나 자신과 폭렬 마법에서 산화할 지 제안을 했고 바닐은 폭렬 마법을 선택하였으며 결국 폭렬 마법으로 산화된다. 다만 다크니스는 죽기 직전의 상태가 되면서 아쿠아에 의해 회복되어 살아남게 된다.
《이세계 콰르텟》에서는 1반 담임으로 등장했으며 가면에 II이 그려진 것으로 보아 바닐 II인 상태로 전이했다는 설정으로 나온다.
- 한스(독일어: Hans; 일본어: ハンス)

성우 - 츠다 켄지로 (애니메이션)
마왕군의 간부로 갈색 피부의 건장한 몸에 붉은 머리카락을 가진 남자지만, 종족은 포이즌 슬라임의 변종인 데들리 포이즌 슬라임으로 변이종이다. 평상시에는 인간 모습이지만 본 모습은 거대한 슬라임이며 본편 4권과 애니판 2기에서 최종 보스로 나온다. 인간 형태의 한스로는 온천욕을 좋아하며 아르칸레티아의 많은 온천을 돌아다니며 온천욕을 한 적이 있다. 데들리 포이즌 슬라임이라는 종족은 부정형으로 물리적인 무효, 마법 내성이 뛰어나 파괴되어서 재생이 가능하며 산성액으로 이루어진 갑옷은 순식간에 녹이기 때문에 방어가 무효된다. 또 맹독이 있어 닿을 경우 100% 즉사되며 조각내거나 독이 강력해서 폭발해서 날라간 파편 하나하나를 평범한 아크프리스트 수십명이 몇 개월간 정화해야 할 정도다. 조각내버리면 독이 일파만파 퍼지는 것 때문에 한스를 토벌하더라도 주변에 맹독이 퍼지면서 함부로 처치하기도 곤란하다.
- 실비아(영어: Sylvia; 일본어: シルヴィア)

성우 - 와타나베 아케노 (애니메이션)
마왕군의 간부로 겉모습은 갈색피부에 커다란 가슴을 가지고 이를 돋보이듯이 가슴이 깊게 파인 붉은 드레스로 멋드러지게 차려 입은 푸른 머리카락의 인간이지만 그로우 키메라이다. 자신의 몸을 수정하는 능력을 가지고 있으며 본편 5권과 극장판에서는 최종 보스로 등장한다. 참고로 중성이다.
- 월버그(영어: Walburg; 일본어: ウォルバク)

성우 - 카이다 유코 (애니메이션)
마왕군의 간부로 수수께끼의 붉은 단발의 모습을 한 폭력과 나태의 여신이다. 스핀오프 이 멋진 세계에 폭염을!에서는 메구밍이 어릴적에 퍼즐을 맞추듯 사신의 봉인을 풀어버리자 거대한 마수가 메구밍을 덮쳐왔고, 후드를 쓴 언니가 나타나 폭렬마법으로 마수를 무찔러주고, 메구밍에게 폭렬 마법을 가르쳐주었다. 하지만 메구밍은 본편 9권 이전까지 폭렬 마법을 가르쳐준 언니의 이름을 모르고 지냈었다. 이후 메구밍의 여동생인 코멧코가 언니처럼 또 사신의 봉인을 풀어버리게 되는데, 그때 나타난 것이 춈스케이다. 춈스케는 악마들에게 월버그라는 이름으로 불렸었다. 월버그의 반신은 춈스케로 원래 춈스케와 하나였으나 모종의 이유로 분리되었고 악마들은 춈스케를 재앙신이라 부른다.

## 그 밖의 등장인물
- 에리스(고대 그리스어: Ἒρις, 일본어: エリス)

성우 - 스와 아야카 (애니메이션) / 김유림
이세계의 여신으로 에리스 교회에서는 자신의 초상화가 걸려있다. 마음씨는 착하지만 아쿠아 때문에 당황한다. 빈유 속성이라 가슴은 패드라고 하며, 이 때문에 아쿠아는 에리스에서 매혹당한 아쿠시즈교 신도에게 "에리스의 가슴은 패드"라고 복창을 시켜서 그 신도는 회개했다고 한다.
에리스는 원칙에 따라 한 번 죽은 사람은 더 이상 소생이 불가능했다고 하나 아쿠아의 협박에 못 이겨 카즈마를 몇 번이나 소생시켰다고 한다. 이후 7권 마지막에서의 정체는 크리스였고, 지상에 내려온 에리스라고 밝혔다.
- 크리스(영어: Chris; 일본어: クリス)

성우 - 스와 아야카 (애니메이션) / 김유림
다크니스의 친구이자 도적으로 카즈마에게 도적 스킬을 가르치기도 했다. 온순한 성격인 에리스와는 대조적으로 더 활기찬 성격을 가지고 있다. 은발 도적단의 두목으로 남자로 오인하여 충격을 받을 때도 있다. 6권에서는 성스러운 유물을 훔치려고 귀족의 집을 표적으로 삼기도 했다. 에리스와 같은 성우다.
- 위즈(영어: Wiz; 일본어: ウィズ)

성우 - 하야미 사오리 (드라마 CD) / 호리에 유이 (애니메이션) / 김보나
액셀 마을에서 마법 아이템 가게를 운영하는 리치 마법사로 과거에 마왕군의 간부였다. 그녀는 마왕성을 둘러싼 결계를 유지하는 임무를 맡았으나 리치화 이후 혼자서 결계를 부수더니 간부 절반을 쓰러뜨리고 난 후 마왕과 협상을 한다. 나중에는 카즈마 파티에게 걸리며 그녀가 리치라고 알아차린 아쿠아가 정화를 시도하자 카즈마가 이를 말리면서 정체가 드러나게 됐고 3권부터는 경영권을 경영 능력이 뛰어난 바닐로부터 넘겨받았다.
- 융융 (일본어: ゆんゆん)

성우 - 하나자와 카나 (드라마 CD) / 토요사키 아키 (애니메이션) / 이다은
마법학교 시절 메구밍의 반 친구이자 라이벌, 홍마족 촌장의 딸이다. 홍마족 중에서도 우수한 마법사로, 메구밍과 달리 여러 가지 유용한 마법을 사용하는 제대로 된 마법사이며 학생회장을 맡을 것만 같은 분위기의 엄청난 미소녀였다고 한다. 홍마족 캐릭터 중에서 유일하게 중2병을 앓지 않는 정상인으로 홍마족 특유의 허세스러운 자기소개나 자신의 이름을 부끄러워하는 경우가 있다. 그러나 주변의 홍마족들에게 둘러싸여 고립된 부작용으로 인해 과도하게 타인에게 맞춰주려 하고, 호의에 크게 반응하는 면이 있기 때문에 완전하게 정상인이라고 보진 않는다.
- 미츠루기 쿄야 (일본어: 御剣響夜)

성우 - 토리우미 코스케 (드라마 CD) / 에구치 타쿠야 (애니메이션) / 김혜성
청년 모험가로 카즈마와 비슷하게 아쿠아가 그를 이세계로 전생했다. 고정관념에 갇힌 행동으로 인해 그는 자신이 영웅의 본보기(이상)이라는 잘못된 인식을 가지고 있으며 아쿠아를 위엄있는 여신이라고 생각하고 있다. 진입 시 '그람'이라는 이름의 저주받은 검을 선택했으나 카즈마와의 결투에서 지게 된다.
- 더스트 (일본어: ダスト)

성우 - 마지마 준지 (애니메이션) / 서반석
테일러 파티의 전위직을 맡고 있는 남자 모험가로 본명은 라인 셰이커, 눈물점이 있으며 탁한 금발에 검과 방패를 들고 있다. 작중 세계관 상 금발은 귀족의 상징이지만 염색하는 경우도 있는데다 본인의 행적 때문에 귀족으로 여기는 사람은 전혀 없으며 아예 양아치 취급을 한다. 첫 등장부터 지나가는 양아치 비중에 불과했으나 '이 멋진 세계에 폭렬을!'부터 감초역과 복선을 던지기 시작하였고 파생작 《저 어리석은 자에게도 각광을!》에서는 주인공으로 등장한다.